# 何蔣祺
何蔣祺（葡萄牙語：Ho Cheong Kei），1988年加入政府，曾任港務局（海事及水務局前身）多個職務，2015年被升職及委任為運輸基建辦公室主任，2019年起被委任為澳門輕軌股份有限公司董事及董事會主席。

## 學歷簡介
- 華僑大學機械工程學系
- 中山大學公共行政管理碩士課程[1]

## 加入政府
- 1988年進入公職加入澳門海事署，1995年改組為港務局（海事及水務局前身），先後擔任維修廳機械暨運輸處處長、維修廳廳長、政府船塢廠長及船舶建造廠廠長[1]
- 2008年6月20日，加入及調任至運輸基建辦公室，以定期委任方式擔任副主任一職[1]
- 2015年7月1日，以定期委任方式“升任”運輸基建辦公室副主任[2]

## 掌管輕軌公司
- 2019年4月17日，被委任澳門輕軌股份有限公司董事及董事會主席[3][4]
- 2022年9月22日，以臨時定期委任方式續任澳門輕軌股份有限公司董事及董事會主席，為期三年[5]。

## 外部連結
- 第68/2015號運輸工務司司長批示 - 委任何蔣祺為運輸基建辦公室主任
- 第58/2019號行政長官批示 - 委任一名人士代表工商業發展基金兼任“澳門輕軌股份有限公司”的董事 （页面存档备份，存于）
- 續任“澳門輕軌股份有限公司”的董事及董事會主席